# Équipe de Lettonie de Fed Cup
L'équipe de Lettonie de Fed Cup est l'équipe qui représente la Lettonie lors de la compétition de tennis féminin par équipe nationale appelée Fed Cup (ou « Coupe de la Fédération » entre 1963 et 1994).
Elle est constituée d'une sélection des meilleures joueuses de tennis lettones du moment sous l’égide de la Fédération lettone de tennis.

## Résultats par année
- 1993 (5 tours, 32 équipes) : la Lettonie se qualifie pour le groupe mondial où elle s'incline au 2e tour contre les Pays-Bas.
- 1994 (5 tours, 32 équipes) : la Lettonie s'incline au 1er tour contre l'Australie.

La compétition change de format à compter de 1995 : la Coupe de la Fédération devient Fed Cup.
- 1995 à 2017 : la Biélorussie concourt dans les compétitions par zones géographiques.
- 2018 (3 tours, 8 équipes + groupe mondial II, play-offs I et II) : la Lettonie l'emporte en play-offs II contre la Russie.